# Falcon Heights (Minnesota)
Falcon Heights és una població dels Estats Units a l'estat de Minnesota. Segons el cens del 2000 tenia 5.572 habitants.

## Demografia
Segons el cens del 2000, Falcon Heights tenia 5.572 habitants, 2.103 habitatges, i 1.434 famílies. La densitat de població era de 960,4 habitants per km².
Dels 2.103 habitatges en un 32,6% hi vivien nens de menys de 18 anys, en un 58,9% hi vivien parelles casades, en un 7,2% dones solteres, i en un 31,8% no eren unitats familiars. En el 25,6% dels habitatges hi vivien persones soles el 8,8% de les quals corresponia a persones de 65 anys o més que vivien soles. El nombre mitjà de persones vivint en cada habitatge era de 2,41 i el nombre mitjà de persones que vivien en cada família era de 2,91.
Per edats la població es repartia de la següent manera: un 21,5% tenia menys de 18 anys, un 17% entre 18 i 24, un 32,1% entre 25 i 44, un 17,3% de 45 a 60 i un 12,2% 65 anys o més.
L'edat mediana era de 31 anys. Per cada 100 dones de 18 o més anys hi havia 88,7 homes.
La renda mediana per habitatge era de 51.382 $ i la renda mediana per família de 59.415 $. Els homes tenien una renda mediana de 43.693 $ mentre que les dones 34.757 $. La renda per capita de la població era de 25.370 $. Entorn del 8,8% de les famílies i el 9,6% de la població estaven per davall del llindar de pobresa.

## Poblacions més properes
El següent diagrama mostra les poblacions més properes.